# Silent Cry
Silent Cry — шостий студійний альбом уельської групи Feeder, який був випущений 16 червня 2008 року.

## Композиції
1. We Are the People - 4:41
2. Itsumo - 4:17
3. Miss You - 2:59
4. Tracing Lines - 3:47
5. Silent Cry - 3:25
6. Fires - 3:59
7. Heads Held High - 4:04
8. 8.18 - 3:45
9. Who's the Enemy - 3:18
10. Space - 0:34
11. Into the Blue - 2:36
12. Guided By a Voice - 3:50
13. Sonorous - 4:39

## Учасники запису
- Грант Ніколас — гітара, вокал
- Така Хірозе — бас-гітара
- Марк Річардсон — ударні